# Miljkovac (Knjaževac)
Miljkovac (em cirílico: Миљковац) é uma vila da Sérvia localizada no município de Knjaževac, pertencente ao distrito de Zaječar, na região de Timočka Krajina. A sua população era de 81 habitantes segundo o censo de 2011.

## Demografia
| 1948 | 1953 | 1961 | 1971 | 1981 | 1991 | 2002 | 2011 |
| ---- | ---- | ---- | ---- | ---- | ---- | ---- | ---- |
| 868  | 833  | 798  | 591  | 409  | 239  | 154  | 81   |